# Rogers Locomotive and Machine Works
Rogers Locomotive and Machine Works byla lokomotivka ve městě Paterson v Passaic County v New Jersey. Vyrobilo se zde celkem přes šest tisíc lokomotiv nejen pro Spojené státy, ale i pro export do celého světa. V 19. století byla Rogersova lokomotivka druhou nejúspěšnější americkou lokomotivkou – po firmě Baldwin. Pravděpodobně nejznámější dodanou lokomotivou byl General vyrobený v prosinci 1855 pro Western and Atlantic Railroad, kterého proslavil jeho únos a pronásledování během občanské války známé jako Velká lokomotivní honička.
Firmu založil Thomas Rogers v roce 1832 spolu s Morrisem Ketchumem a Jasperem Grosvenorem jako Rogers, Ketchum and Grosvenor. Rogers byl prezidentem společnosti až do své smrti v roce 1856. Poté převzal vedení firmy jeho syn Jacob S. Rogers a firmu přejmenoval na Rogers Locomotive and Machine Works. Jacob S. Rogers vedl firmu až do svého odstoupení v roce 1893. Poté se stal prezidentem Robert S. Hughes a firmu přejmenoval na Rogers Locomotive Company. Vedl ji až do své smrti v roce 1900.
Jeho nástupce, Jacob Rogers zabránil v roce 1901 fúzi s American Locomotive Company (ALCO) tím, že firmu zavřel a znovu otevřel jako Rogers Locomotive Works. Firma zůstala nezávislá až do roku 1905, kdy ji ALCO nakonec koupila, výroba lokomotiv zde pokračovala až do roku 1913. Ve 20. letech budovy sloužily již jen jako sklady materiálu a náhradních dílů, ale nakonec byly budovy prodány. V bývalé montážní hale nazývané Thomas Rogers Building se dnes nachází muzeum dokumentující historii průmyslu v Patersonu.